# Брибир (Винодолска општина)
Брибир је насељено мјесто и средиште Винодолске општине, у Приморско-горанској жупанији, Република Хрватска.

## Географија
Брибир се налази око 6 км сјеверозападно од Новог Винодолског, а од Цриквенице око 8,5 км источно.

## Историја
До територијалне реорганизације у Хрватској насеље се налазило у саставу бивше општине Цриквеница.

## Становништво
Према попису из 2001. године, насеље Брибир је имало 1.753 становника. Брибир је према попису из 2011. године имао 1.695 становника.
| Демографија | Демографија | Демографија |
| Година      | Становника  | Становника  |
| ----------- | ----------- | ----------- |
| 1991.       | 113         |             |
| 2001.       | 1.753       |             |
| 2011.       |             | 1.695       |

- Напомена:

Од 2001. године Брибир повећан за подручје насеља Градац, Драгаљин, Јаргово, Кичери, Косавин, Кричина, Подгори, Подскочи, Подугринац, Подуљин, Свети Вид, Свети Микула, Угрини и Штале која су престала постојати.